# Chiromantis senapatiensis
Chiromantis senapatiensis es una especie de anfibio anuro de la familia Rhacophoridae.

## Distribución geográfica
Esta especie es endémica de Manipur en la India. Se conoce solo en su localidad tipo, Kangpokpi, en el distrito de Senapati, a 1082 m sobre el nivel del mar.

## Etimología
El nombre de la especie está compuesto de senapati y del sufijo latino -ensis que significa "que vive, que habita", y le fue dado en referencia al lugar de su descubrimiento, el distrito de Senapati.

## Publicación original
- Mathew & Sen, 2009 : Studies on little known amphibians of Northeast India. Records of the Zoological Survey of India, Occasional Papers, n.º 293, p. 1-64.[2]